# Liste des ambassadeurs allemands au Mali
La liste des ambassadeurs d'Allemagne au Mali contient les ambassadeurs de la République fédérale d'Allemagne au Mali.
L'ambassade est basée à Bamako .
| Nom                         | Mandat      |
| --------------------------- | ----------- |
| Alois Schlegl               | 1961-1965   |
| Horst de Rome               | 1965-1968   |
| Michael Jovy                | 1969-1972   |
| Paul Joachim von Stülpnagel | 1972-1975   |
| Hans-Albrecht Schraepler    | 1975–1979   |
| Erhard Holtermann           | 1979-1982   |
| Heinrich Seemann            | 1982-1986   |
| Klaus Holderbaum            | 1986-1991   |
| Hans-Henning Bruhn          | 1991–1994   |
| Harro Adt                   | 1994-1997   |
| Karl Prince                 | 1997-2001   |
| Reinhard Schwarzer          | 2005-2008   |
| Karl Flittner               | 2008-2012   |
| Günter Overfeld             | 2012-2015   |
| Dietrich Becker             | 2015-2019   |
| Dietrich Pohl               | depuis 2019 |

## Voir également
- Ambassadeur de la RDA

## liens web
- Site Web de l'Ambassade d'Allemagne à Bamako